# El Bajío 1.ª Sección
El Bajío 1.ª Sección es una ranchería del municipio de Cárdenas ubicado en la subregión de la Chontalpa del estado mexicano de Tabasco.

## Geografía
La localidad se ubica a 3.6 kilómetros (en dirección noreste) de la localidad de Cárdenas, la cabecera y lugar más poblado del municipio. Se sitúa en las coordenadas geográficas 17°58′06″N 93°21′46″O / 17.968333, -93.362778, a una elevación de 20 metros sobre el nivel del mar.

## Demografía
Según el Conteo de Población y Vivienda 2020, efectuado por el Instituto Nacional de Estadística y Geografía, la localidad de El Bajío 1.ª Sección tiene 2,053 habitantes, de los cuales 1,002 son del sexo masculino y 1,051 del sexo femenino. Su tasa de fecundidad es de 1.93 hijos por mujer y tiene 579 viviendas particulares habitadas.
| Gráfica de evolución demográfica de El Bajío 1.ª Sección entre 1900 y 2020 |
|                                                                            |
| INEGI.                                                                     |